# Arteli
Tienda de Descuento Arteli, S.A. de C.V., comúnmente conocida como Arteli, es una cadena de tiendas de autoservicio mexicana fundada en 1978 por el empresario Arturo Elizondo Naranjo, con sede en Tampico, Tamaulipas, México. Arteli forma parte de la cadena de tiendas de autoservicio Chedraui y Grupo IDEA (Integradora de Autoservicios).

## Historia
El título proviene del nombre de su fundador: Arturo Elizondo: Art-Eli, quien el 15 de noviembre de 1978 inaugura la primera sucursal en la calle Hidalgo del centro de Tampico, abriendo el camino para extenderse dentro de la zona conurbada así como en otras ciudades tanto de Tamaulipas, como del estado de San Luis Potosí.
Durante las décadas de los años 1980 y 1990, y gracias la aceptación de la gente, Arteli se expande a otros estados y se establecen nuevas sucursales en las ciudades de Ciudad Madero, Altamira, Ciudad Valles, Álamo y Ébano.
En el año 2012, debido a la baja de ingresos que la tienda física tenía, empieza a ofrecer servicio a domicilio en algunas colonias de la zona conurbada, extendiéndose cada vez más el rango para distribuir sus productos.
La fecha del 14 de diciembre de 2022 Grupo Comercial Chedraui informa la compra de los supermercados Arteli y sus 36 sucursales ubicadas en Tampico y Veracruz, junto con el centro de distribución, así como también una planta procesadora de alimentos ubicada en Tampico.

## Formatos de Arteli[11]
Actualmente, la empresa cuenta con cuatro formatos de tienda:
- Arteli: El formato principal de tienda, ofrece variedad de productos como abarrotes, frutas y verduras, farmacia, panadería y lácteos principalmente, cuenta con 13 tiendas, de manera empresarial compite con tiendas similares como Bodega Aurrera, anteriormente competía con Chedraui antes de la compra de Arteli.

- Arteli Más: Es el formato de mayor tamaño de las tiendas Arteli, ofrece mayor variedad de productos como abarrotes, frutas y verduras, lácteos, línea blanca, electrónica, panadería, farmacia, juguetería y más, cuenta con 2 sucursales ubicadas en la ciudad de Támpico, Tamaulipas, compite de manera local con supermercados como Soriana Híper.

- Arteli Express: Formato menor de la cadena, ofrece tan sólo lo básico de la despensa.

- AKÁ Superbodega: Formato de minisupers, ubicado en zonas de nivel socioeconómico medio-bajo.